# Chiesa di Sant'Adriano al Foro Romano
La chiesa di Sant'Adriano al Foro Romano era un luogo di culto cattolico di Roma, nel rione Campitelli, all'interno del Foro Romano.

## Storia

La chiesa prima della sua sconsacrazione in una foto del 1909

Fu costruita sull'edificio della Curia Iulia nel Foro Romano da papa Onorio I nel 630, come ricorda Anastasio bibliotecario: Fecit ecclesiam beato Hadriano martyri in Tribus Fatis, quam et dedicavit et dona multa obtulit; e papa Adriano I la intitolò al santo suo protettore, la dotò di molti benefici e la elevò al rango di diaconia (seconda metà dell'VIII secolo). Dai cataloghi antichi la chiesa era chiamata in tribus foris, perché al crocevia dei fori romani, o in tribus fatis, nome che deriva dal gruppo delle tre Parche le cui statue ornavano il foro.
Nel 1213 la chiesa ospitò le reliquie dei santi martiri Nereo e Achilleo. La chiesa subì importanti restauri nel 1228 sotto Gregorio IX, e nello stesso anno vennero rinvenuti i corpi dei santi Marta e Mario e delle reliquie di sant'Adriano: il piano di calpestio dell'antico senato romano fu rialzato di tre metri; l'aula, finora a navata unica, fu trasformata in chiesa a tre navate con antiche colonne di spoglio; l'abside era rialzata, per l'edificazione, sotto l'altare maggiore, di una cripta a pianta semicircolare. In seguito l'edificio cadde in disuso, tanto che nel XVII secolo venne abbandonata e adibita a stalla e casale rustico. Nel 1589 la chiesa e l'annesso convento furono concessi ai padri mercedari spagnoli, che restaurarono l'edificio l'anno seguente. Nel 1654-56 la chiesa fu di nuovo ammodernata da Martino Longhi il Giovane. Alla fine del XVII secolo in questa chiesa si raccoglieva la Compagnia detta degli Acquavitari eretta nel 1690, cui si aggiunse nel 1711 l'università dei tabaccai. Nel 1825 papa Leone XII la eresse a parrocchia.
Negli anni trenta del XX secolo la chiesa - che già nel 1922 era passata dal collegio spagnolo al demanio italiano - fu sconsacrata e, attraverso criteri archeologici discutibili, spogliata di tutte le strutture aggiuntesi nei secoli, per riportare alla luce l'antica Curia Iulia: scomparvero le tre navate, la cripta, l'abside, e buona parte degli arredi interni furono trasferiti nella chiesa di Santa Maria della Mercede e Sant'Adriano, costruita negli anni 1950 nel quartiere Salario.

## Descrizione

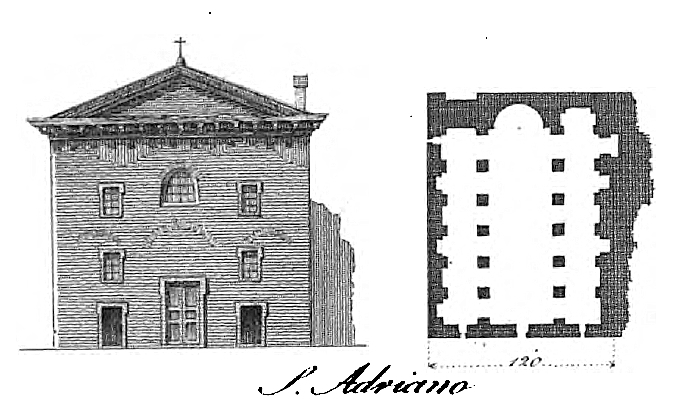
Facciata e pianta

Esternamente la chiesa non aveva un aspetto molto diverso da come possiamo ammirare oggi: una facciata con timpano e tre grandi finestre; nel Seicento vi fu aggiunta una cupola, opera di Luca Berettini. In età medievale la facciata era preceduta da un portico, e v'era l'abitudine di seppellire i morti all'interno delle pareti esterne dell'edificio, come si evince dalla presenza di cavità oblunghe ai lati della porta d'ingresso.
L'interno, a partire dal XIII secolo, era a tre navate, con abside rialzata e cripta. Una cappella laterale era decorata con pitture dell'VIII secolo raffiguranti storie della vita di sant'Adriano. Sempre di quest'epoca erano le pitture che decoravano le nicchie all'interno della chiesa. La chiesa era ornata da due acquasantiere, rette da statue marmoree di angeli opera di Antonio Raggi.
L'altare maggiore fu eseguito su disegno di Martino Longhi il Giovane ed era decorato da degli angeli in stucco della scuola di Antonio Raggi. La pala dell'altare maggiore, raffigurante Sant'Adriano e altri santi, era opera di Cesare Torelli. Ai lati dell'opera si trovavano due angeli in legno che reggevano dei candelabri. Altre tele ornavano gli altari laterali, tra cui opere di Carlo Veneziano e di allievi di Carlo Maratta, e raffiguravano vari santi, come Pietro Nolasco e Carlo Borromeo.